# Tockus rufirostris
Espèce
Synonymes
- Buceros rufirostris Sundevall, 1850 (protonyme)

Tockus rufirostris, aussi appelée calao d'Afrique du Sud, est une espèce d'oiseaux de la famille des Bucerotidae.

## Répartition
Cet oiseau vit en Afrique australe.